# Nơi tình yêu kết thúc
Nơi tình yêu kết thúc (tựa gốc tiếng Anh: It Ends with Us) là phim điện ảnh tình cảm lãng mạn Mỹ ra mắt năm 2024 của đạo diễn Justin Baldoni và biên kịch Christy Hall, dựa trên tiểu thuyết cùng tên năm 2016 của Colleen Hoover. Dàn diễn viên trong phim gồm có Blake Lively, Justin Baldoni, Brandon Sklenar, Jenny Slate và Hasan Minhaj.
Phim có buổi ra mắt toàn cầu tại rạp AMC Lincoln Square, thành phố New York vào ngày 6 tháng 8 năm 2024 và được Sony Pictures Releasing phát hành rộng rãi vào ngày 9 tháng 8. Tác phẩm nhận được nhiều đánh giá trái chiều từ các nhà phê bình nhưng thành công về doanh thu.

## Phân vai
- Blake Lively vai Lily Bloom
  - Isabela Ferrer vai Lily hồi nhỏ
- Justin Baldoni vai Ryle Kincaid
- Brandon Sklenar vai Atlas Corrigan
  - Alex Neustaedter vai Atlas hồi nhỏ
- Jenny Slate vai Allysa
- Hasan Minhaj vai Marshall
- Amy Morton[8] vai Jenny Bloom
- Kevin McKidd[9] vai Andrew Bloom

## Nội dung
Lily Bloom về quê ở bang Maine để làm lễ tang cho cha cô. Trên bục đọc điếu văn, cô nói rằng sẽ liệt kê ra năm điều yêu quý nhất về cha mình, sau đó đứng im lặng vài giây rồi kết thúc buổi lễ.
Quay về nhà ở Boston, Lily bắt tay vào kinh doanh với việc mở cửa hàng hoa mang tên mình. Khi lên sân thượng tòa chung cư, cô tình cờ gặp một bác sĩ phẫu thuật thần kinh tên Ryle Kincaid đang sống ở tầng thượng. Cả hai phải lòng nhau nhưng cuộc trò chuyện bị cắt ngang vì anh phải đi cấp cứu bệnh nhân.
Trong lúc sửa sang cửa hàng, Lily gặp một người phụ nữ tên Allysa đang cần việc làm. Dù ban đầu không cần nhưng Lily vẫn quyết định thuê Allysa. Sau đó, Lily phát hiện ra cô là em gái của Ryle.
Tại tiệc sinh nhật của Allysa, Ryle nói với Lily rằng anh không thể quên cô, cả hai hôn nhau nhưng Lily ngăn lại vì anh chỉ muốn hẹn hò qua đường còn cô muốn tìm tình yêu nghiêm túc. Lily qua đêm tại nhà Ryle nhưng hai người không quan hệ với nhau. Sáng hôm sau, cô đồng ý hẹn hò. Ryle xin được ra mắt mẹ cô, bà Jenny, tại một nhà hàng tên là Root. Ở đây cô phát hiện ra chủ nhà hàng kiêm bếp trưởng chính là người yêu thời trung học của cô, Atlas Corrigan.
Một hôm khi Ryle đang làm bữa sáng thì sơ ý làm bỏng tay, Lily chạy tới giúp nhưng anh giằng ra và vô tình đánh vào mặt cô. Ngay sau đó anh đã xin lỗi. Ryle và Lily đi ăn tối với vợ chồng Allysa và Marshall ở quán Root. Khi nhìn thấy mắt Lily bị thâm còn tay Ryle thì băng bó, Atlas gọi cô ra hỏi chuyện và sau đó khuyên cô hãy chia tay Ryle. Nhìn thấy hai người, Ryle chạy tới cãi nhau và tới xô xát với Atlas, sau cùng anh bị Atlas đuổi ra khỏi quán.
Atlas tới cửa hàng của Lily xin lỗi và cho cô số điện thoại nếu cần liên lạc. Lily tiết lộ với Ryle rằng cha cô trước đây từng ngược đãi mẹ cô. Allysa sinh được một con gái, khi cả hai tới bệnh viện, Ryle đã cầu hôn Lily và cô đồng ý. Một ngày, Ryle tìm được số điện thoại của Atlas và tức giận bỏ ra khỏi nhà. Trong một lần cãi vã, anh đẩy cô xuống cầu thang nhưng sau đó lại nói dối là cô trượt chân ngã và anh đã cố đỡ lại.
Cả cửa hàng hoa của Lily và nhà hàng của Atlas đều được lên báo địa phương, trong bài phỏng vấn, Atlas cho biết lấy cảm hứng từ Lily để đặt tên quán. Trong cơn ghen, Ryle cố cưỡng hiếp Lily, cô chạy trốn tới nhà hàng của Atlas. Anh đưa cô đến bệnh viện, trong lúc khám, cô phát hiện đã có thai. Cô ở lại với Atlas vài ngày, trong thời gian này anh thừa nhận vẫn còn yêu cô.
Khi Lily kể với Allysa về Ryle, Allysa tâm sự rằng khi còn nhỏ, Ryle đã vô tình bắn chết anh trai là Emerson và tổn thương đó vẫn khiến anh bất ổn tâm lý. Cô quả quyết rằng Lily không nên quay lại với anh nữa.
Lily rời nhà đi mặc cho Ryle cầu xin cô ở lại và hứa sẽ đi trị liệu tâm lý. Một thời gian sau, Lily sinh được một con gái, đặt tên là Emerson. Ngay sau khi sinh, Lily nói với Ryle rằng cô muốn ly dị, anh đồng ý sau khi cô hỏi anh sẽ phản ứng thế nào nếu con gái bị bạn đời ngược đãi. Lily cũng hy vọng rằng mình đã chấm dứt được tất cả những bạo lực trong gia đình, cô nói với con gái: "Mọi chuyện đã kết thúc với chúng ta".
Một thời gian sau, Emerson được mẹ và bà cho đến thăm mộ ông nội, Lily hé lộ bài điếu văn lúc trước, cô không hề liệt kê điều gì mà cô yêu quý về bố. Sau đó, Lily tình cờ gặp lại Atlas trong một khu chợ nông sản. Cô nói với anh rằng cô đã chia tay với Ryle, cả hai nhìn nhau mỉm cười.

## Dự định phần kế tiếp
Tháng 8 năm 2024, sau khi ra mắt phim, đạo diễn Justin Baldoni tiết lộ khả năng thực hiện phần tiếp theo dựa trên phần hai tương ứng của tiểu thuyết It Starts with Us. Tuy nhiên, anh sẽ không làm đạo diễn mà gợi ý Blake Lively đảm nhận vai trò này. Hãng Wayfarer Studios của Baldoni đã có quyền sản xuất phim dựa trên hai cuốn tiểu thuyết từ năm 2019.